# Wassell
Wassell is een historisch merk van motorfietsen.
W.E. Wassell Ltd., Burntwood, Walsall, Staffordshire (1970-1975. 
Ted Wassell was een RAF-piloot in de Tweede Wereldoorlog. Hij startte dit Engelse merk dat vanaf 1970 123 cc trial- en crossmotoren met Puch BSA Bantam en Sachs-blokjes bouwde. Er werden er ongeveer 2000 geproduceerd, veelal voor de export naar de Verenigde Staten. Door de val van de dollar moest hij zijn bedrijf sluiten. 